# Metrickz
Metrickz, pseudonimo di David Orhan Hänsel (Osnabrück, 7 ottobre 1990), è un rapper tedesco.

## Biografia
Nato da padre turco e madre tedesca a Osnabrück, ha visto la svolta commerciale nel 2015 con la pubblicazione del secondo album in studio Ultraviolett II, distribuito dalla Warner Music Germany, che ha conseguito un posizionamento di 4 nelle Offizielle Deutsche Charts e l'ingresso in classifica sia in Austria e Svizzera. Il disco successivo Xenon, pubblicato nel 2017 e numero 3 in Germania, è divenuto quello di maggior successo dell'artista, posizionandosi al 22º posto in Austria.
La Bundesverband Musikindustrie gli ha assegnato un disco d'oro di 150 000 unità per il brano Valentina, incluso nell'album di debutto Ultraviolett.

## Discografia

### Album in studio
- 2013 – Ultraviolett
- 2015 – Ultraviolett II
- 2017 – Xenon
- 2018 – Ultraviolett 3
- 2019 – Mufasa
- 2020 – Nie wieder Winter
- 2022 – Synthesizer Symphonie
- 2024 – Ultraviolett 4

### EP
- 2014 – Kamikaze
- 2015 – Phantom
- 2016 – Raw
- 2016 – Nova
- 2023 – Verlorene Liebe
- 2023 – Sonne & Vollmond
- 2023 – Dodo

### Raccolte
- 2019 – Reloaded

### Singoli
- 2015 – Schwarzer BMW
- 2017 – Footprints
- 2017 – Status Quo
- 2019 – Wald
- 2019 – Mama
- 2019 – Kämpferherz
- 2022 – Nachtgebet
- 2022 – Nike Pullover
- 2022 – Siegerherz
- 2022 – Monster unterm Bett
- 2023 – Miese Laune (con Tream)
- 2023 – Flügeltüren
- 2024 – Kids ohne KI
- 2024 – Lawine
- 2024 – Neue Stadt
- 2024 – Thema Nr. 1
- 2024 – Ein Schritt voraus